# Kevaniella bipunctata
Kevaniella bipunctata – gatunek owada prostoskrzydłego z rodziny pasikonikowatych i podrodziny długoskrzydlakowych. Jedyny przedstawiciel plemienia Kevaniellini i rodzaju Kevaniella. Występuje w Ameryce Północnej oraz Południowej.

## Taksonomia
Gatunek ten został opisany w 1954 roku przez francuskiego entomologa Luciena Choparda. Jako miejsce typowe podał on miasto Rhamu w hrabstwie Mandera w płn. Kenii. Holotypem był samiec, jest on przechowywany w Muzeum Historii Naturalnej w Londynie.